# Desaguadero (přítok Poopó)
Desaguadero (španělsky Río Desaguadero) je řeka v Bolívii, na náhorní planině Puna v Andách. Je 290 km dlouhá.

## Průběh toku
Odtéká z jezera Titicaca a teče dnem starého vyschlého jezera. Protéká agroekologickými zónami Altiplano Norte a Altiplano Central. Ústí do slaného jezera Poopó. Voda na dolním toku je slaná.

## Využití
Řeka je splavná pro lodě s malým ponorem v délce 65 km na horním toku. Je využívána k rybolovu. Její vody se též využívá na zavlažování.